# Mobile Vikings
Mobile Vikings is een mobile virtual network operator (MVNO) in België en Polen. De provider richt zich voornamelijk op gebruikers met een smartphone die veel mobiel willen surfen. De Belgische tak van het bedrijf is gevestigd in Hasselt. De Poolse tak opereert vanuit Wrocław. Mobile Vikings had in september 2017 285.000 Belgische gebruikers.
Mobile Vikings is sinds december 2020 een dochteronderneming van Proximus. Proximus nam het bedrijf toen over van DPG Media. Ook JIM Mobile wordt door deze dochteronderneming uitgebaat. Gecombineerd hadden Mobile Vikings en JIM Mobile in mei 2018 365.000 klanten.

## Geschiedenis
Mobile Vikings werd in 2008 in België gelanceerd door Frank Bekkers als "beweging" die het internet "vrij" zou maken. Het was de eerste Belgische provider die specifieke tariefplannen gericht op mobiel internet aanbood. Het bedrijf maakte gebruik van het netwerk van BASE.
Met reclame via sociale media wisten zij voornamelijk studenten te binden. Het bedrijf kende een snelle groei en had in 2010 een omzet van 2,3 miljoen euro, in 2011 9,1 miljoen euro. In 2012 werd de 100.000e Belgische klant geregistreerd, en in 2014 de 200.000e.
Het bedrijf is een tijd actief geweest op de Nederlandse prepaidmarkt, maar in december 2015 staakte Mobile Vikings haar activiteiten in Nederland.
Vanaf het voorjaar van 2019 gebruikte Mobile Vikings het netwerk van Orange.
In het voorjaar van 2022 zijn de Mobile Vikings-gebruikers vervolgens overgezet op het netwerk van Proximus ten gevolge van de overname in 2020.

### Klantenevolutie (België)
| Datum      | Aantal  |
| ---------- | ------- |
| 2012       | 100.000 |
| 2014       | 200.000 |
| 2015       | 235.000 |
| april 2016 | 250.000 |
| jan 2017   | 270.000 |
| Sept 2017  | 285.000 |
| Okt 2020   | 300.000 |

### Overname van Belgische tak door Medialaan
In november 2015 werd aangekondigd dat Medialaan (het huidige DPG Media) de provider volledig over ging nemen van KPN Belgium, VikingCo NV en Concentra naar aanleiding van de geplande overname van BASE Company door Telenet. Op 4 februari 2016 werd bekend dat de Belgische Mededingingsautoriteit en de Europese Commissie akkoord gingen met deze deal onder bepaalde voorwaarden. De samenwerking met CityLife - een spin-offbedrijf van Mobile Vikings - hield een tijd stand na de overname, maar is later stopgezet. De Poolse tak van Mobile Vikings werd losgekoppeld en ging zelfstandig verder onder leiding van Frank Bekkers.

### Overname van Belgische tak door Proximus
Midden december 2020 werd een overnameakkoord tussen DPG Media en Proximus bereikt om zowel Mobile Vikings België als JIM Mobile over te nemen. DPG Media had kort daarvoor Mobile Vikings in de etalage geplaatst.